# Boger City
Boger City és una concentració de població designada pel cens dels Estats Units a l'estat de Carolina del Nord. Segons el cens del 2000 tenia 554 habitants.

## Demografia
Segons el cens del 2000, Boger City tenia 554 habitants, 227 habitatges i 152 famílies. La densitat de població era de 301,3 habitants per km².
Dels 227 habitatges en un 33,5% hi vivien nens de menys de 18 anys, en un 51,1% hi vivien parelles casades, en un 9,3% dones solteres, i en un 32,6% no eren unitats familiars. En el 27,8% dels habitatges hi vivien persones soles el 12,3% de les quals corresponia a persones de 65 anys o més que vivien soles. El nombre mitjà de persones vivint en cada habitatge era de 2,44 i el nombre mitjà de persones que vivien en cada família era de 2,95.
Per edats la població es repartia de la següent manera: un 24,4% tenia menys de 18 anys, un 9,2% entre 18 i 24, un 29,8% entre 25 i 44, un 23,5% de 45 a 60 i un 13,2% 65 anys o més.
L'edat mediana era de 38 anys. Per cada 100 dones de 18 o més anys hi havia 92,2 homes.
La renda mediana per habitatge era de 34.286 $ i la renda mediana per família de 43.542 $. Els homes tenien una renda mediana de 31.917 $ mentre que les dones 16.989 $. La renda per capita de la població era de 17.432 $. Entorn del 12,7% de les famílies i el 12,5% de la població estaven per davall del llindar de pobresa.

## Poblacions més properes
El següent diagrama mostra les poblacions més properes.